# Fondation européenne de la culture
La Fondation européenne de la culture (FEC) (ou ECF pour European Cultural Foundation) est une fondation culturelle indépendante basée aux Pays-Bas.
Elle s'est donné pour mission est « d'avoir un impact tangible sur la société civile, les initiatives citoyennes, l'opinion publique et les propositions politiques pour lutter contre les forces de fragmentation qui mettent en péril la paix et le progrès social en Europe ».

## Histoire
En 1954, Fondation européenne de la culture est créée à Genève par le philosophe suisse Denis de Rougemont. Dans cette période d'après-guerre et de guerre froide, en 1954, le philosophe estimait nécessaire et urgent « d'éveiller un sentiment commun de l'Européen » ; il écrivait : « A moins qu'il y ait une prise de conscience assez rapide et générale du danger que tous nos pays courent ensemble, mais aussi des immenses ressources que l'Europe aurait encore à sa disposition si et seulement si elle s'unit – tous les traités et actes qui pourront être conclus seront insuffisants, arriveront trop tard, ou resteront lettre morte. Si, au contraire, un sentiment de communauté de destin s'éveille chez les Européens, la plupart des obstacles qui existent aujourd'hui sembleront plus faciles à surmonter, voire s'évanouiront dans la mesure où ils consistent en préjugés, aveuglement partisan, méfiance infondée et surtout ignorance de la situation réelle ».
La FEC se concentre d'abord sur la mise en œuvre d'un programme européen de bourses, visant à placer la culture au croisement de l'éducation, des sciences sociales et de l'Histoire. Son premier président est Robert Schuman, l'un des pionniers et principaux fondateurs de la Communauté économique européenne (qui deviendra plus tard l'Union européenne).
En 1960, la FEC s'installe à Amsterdam à l'initiative du prince Bernhard des Pays-Bas, qui a présidé la FEC de 1955 à 1977. Depuis, le programme de  la FEC a évolué en accompagnant les dynamiques changeantes de la politique européenne.
Dans les années 1960, la FEC se concentre sur l'avenir de l'Europe, notamment via un forum des jeunes sur l'éducation, et une initiative « Plan Europe 2000 ».
Dans les années 1970, l'accent se déplace vers la mobilité des étudiants ; de 1987 à 1995, c'est la FEC qui a été chargée de gérer le programme d'échange d'étudiants Erasmus.
En 1987, à Amsterdam (Capitale de la culture cette année là), la FEC est cofondatrice avec le Parlement européen, et la Commission européenne du Prix EUROPA qui vise à renforcer la fraternité entre européens et l'entente de la multiplicité des voix reflétant la diversité de l'Europe au sein du monde de la production audiovisuelle (radio-TV puis un peu plus tard Internet.
Alors que l'Europe continuait de s'étendre, la FEC s'est concentré sur la dimension culturelle de l'intégration, et sur l'élargissement européens, dont en renforçant ses capacités dans la région méditerranéenne et en Europe de l'Est,.
Depuis, la fondation continue de soutenir les échanges culturels et l'expression créative dans toute l'Europe, via de travaux de plaidoyer, d'activisme médiatique et culturel, de partenariats, d'événements et de programmes de subventions. Ceci inclut notamment  des bourses de voyage STEP, encourageant la mobilité ; et le programme TANDEM Cultural Exchange , facilitant l'échange de managers culturels.
Depuis 2013, la FEC collabore étroitement avec des organisations culturelles de Croatie, France, Pologne, Moldavie, Espagne et Suède dans le cadre du réseau Connected Action for the Commons , qui a conduit à une série d'Idea Camps en France, Suède et Espagne – inspirant plusieurs éditions spéciales d' Eurozine,.
La princesse Laurentien des Pays-Bas  est actuellement présidente de la FEC et membre extraordinaire de son conseil d'administration.

## Statut juridique
La FEC est un organisme de bienfaisance enregistré et financé par BankGiro Loterij (nl)  et Nederlandse Loterij  en partenariat avec le Prins Bernhard Cultuurfonds,.

## Prix FEC
La Fondation  a lancé plusieurs prix pour récompenser le travail d'artistes et d'universitaires.
- le Cultural Policy Research Award : il a été décerné de 2004 à 2013, par la FEC, en collaboration avec ENCATC (European Network on Cultural Management and Cultural Policy) et la Bank of Sweden Tercentenary Foundation. Ce prix en espèces de 10 000 € encourageait des chercheurs talentueux à aborder des questions pertinentes pour l'Europe dans le domaine universitaire des études de politique culturelle ; il aidait les lauréats à mener un projet de recherche. Les lauréats ont notamment inclus Nina Obuljen Koržinek (ensuite élue ministre de la Culture au sein du gouvernement croate en 2016), Sophia Labadi, Claire Bullen, Davide Ponzini, Aleksandar Brkić, Christiaan De Beukelaer et Višnja Kisic[19].

le Prix annuel de la FEC Princesse Margriet pour la Culture, lancé en 2008, récompensant des acteurs du changement culturel en Europe. Il est décerné en l'honneur de la princesse Margriet des Pays-Bas qui fut présidente de la FEC de 1984 à 2007  Parmi les anciens lauréats figurent le défunt théoricien de la culture Stuart Hall, le directeur de musée Charles Esche et le réalisateur John Akomfrah.